# Grigore Ureche
Grigore Ureche (1590 – 1647) è stato un letterato rumeno.

## Biografia
Di lui si ricorda il suo maggiore lavoro: Storia della Moldavia, dove narrò gli eventi accaduti in quel paese tra il 1352 e il 1594, alla sua morte il suo lavoro venne rifinito da Miron Costin.
Fu uno dei primi letterati di fama internazionale a scrivere in rumeno.